# Live from the Eye of the Storm
Live from the Eye of the Storm is een dvd van de Zuid-Amerikaanse nu-metalband Ill Niño. Behalve een concert bevat de dvd ook al hun videoclips van voor 2004, interviews en beelden die een kijkje bieden achter de schermen.

## Concert
1. Te Amo...I Hate You
2. What Comes Around
3. I Am Loco
4. Cleansing
5. This Time's For Real
6. Unframed
7. How Can I Live
8. Unreal
9. Liar